# Louise Carton
Louise Carton (ur. 16 kwietnia 1994) – belgijska lekkoatletka specjalizująca się w biegach długodystansowych.
Czwarta zawodniczka biegu na 3000 metrów podczas juniorskich mistrzostw Europy w Rieti (2013). Srebrna medalistka młodzieżowych mistrzostw Europy w biegu na dystansie 5000 metrów (2015). W tym samym roku zdobyła złoto w rywalizacji młodzieżowców podczas mistrzostw Europy w przełajach.
Reprezentantka kraju na drużynowych mistrzostwach Europy.

## Osiągnięcia
| Rok  | Impreza                                   | Miejsce        | Konkurencja         | Lokata      | Wynik    |
| ---- | ----------------------------------------- | -------------- | ------------------- | ----------- | -------- |
| 2013 | Mistrzostwa Europy juniorów               | Rieti          | bieg na 3000 metrów | 4. miejsce  | 9:34,09  |
| 2013 | Mistrzostwa Europy w biegach przełajowych | Belgrad        | bieg juniorek       | 18. miejsce | 13:50    |
| 2014 | Mistrzostwa Europy w biegach przełajowych | Samokow        | bieg młodzieżowców  | 7. miejsce  | 22:49    |
| 2015 | I liga drużynowych mistrzostw Europy      | Heraklion      | bieg na 3000 metrów | 2. miejsce  | 9:07,61  |
| 2015 | Młodzieżowe mistrzostwa Europy            | Tallinn        | bieg na 5000 metrów | 2. miejsce  | 15:32,75 |
| 2015 | Mistrzostwa Europy w biegach przełajowych | Hyères         | bieg młodzieżowców  | 1. miejsce  | 19:46    |
| 2016 | Mistrzostwa Europy                        | Amsterdam      | bieg na 5000 metrów | 7. miejsce  | 15:42,79 |
| 2016 | Igrzyska olimpijskie                      | Rio de Janeiro | bieg na 5000 metrów | eliminacje  | 15:34,39 |
| 2016 | Mistrzostwa Europy w biegach przełajowych | Chia           | bieg seniorek       | 69. miejsce | 28:52    |
| 2018 | Mistrzostwa Europy                        | Berlin         | bieg na 5000 metrów | 13. miejsce | 15:53,27 |

## Rekordy życiowe
- Bieg na 1500 metrów – 4:10,98 (2015)
- Bieg na 3000 metrów – 8:58,25 (2016)
- Bieg na 5000 metrów – 15:23,82 (2015) rekord Belgii młodzieżowców